# ОШ „Бранислав Нушић” Уровица
ОШ „Бранислав Нушић” у Уровици, насељеном месту на територији општине Неготин, основана је 1865. године.